# Алания (Турция)
Вижте пояснителната страница за други значения на Алания.
Алания (на турски: Alanya) е средиземноморски курорт във вилает Анталия. Алания е малко живописно градче, разположено в подножието на планината Тавър и се намира на 120 километра от Анталия и нейното летище. Крайбрежната ивица на Алания е много открита. Активният сезон в Алания продължава от края на април до средата на ноември.

## Наименование
Градът е бил част от много империи през вековете, а някои от новите му собственици са го преименували според особеностите на своя език. Римляните го наричали Coracesium (Коракесиум), а древните гърци – Korakesion. И двете наименования идват от лувиански език и означават означава „извисен град“.Римокатолическата църква отказва да приеме настоящото име и признава латинското Коракесиум.Византийската империя го именува на Калонорос, което означава „красива планина“ на старогръцки език. Селджуците преименували града Алайе (علائیه), по името на техния султан Алаедин Кайкубад.През 13-и и 14 век италианските търговци наричат града Candelore (Канделоре) или Cardelloro (Канделоро).

## География
Намира се на малък полуостров, има доста плажове и е в подножието на планината Тавър. Разположен в Аланския залив и е част от древната област Памфилия. Намира се между планините Тавър на север и Средиземно море на юг и е част от турската ривиера.Близо до града се намират древните градове Сиде и Селге.На изток от града тече реката Дим, която се влива в Средиземно море. Площта на града е 644,9 km2 и включва районите Инджекум, Конакли, Карабурун и Махмутлар. Активният туристически сезон е дълъг – от края на април до средата на ноември. Има много крайбрежни заведения за забавление на туристите.

## История
В далечното минало Алания е известена база за пиратски кораби. Градът започва да процъфтява, след като е превзет от селджукския султан Алаетин Кейкобат през 1220 година. Султанът го нарича „Алайе“, което означава „благороден“. По негова заповед е основан флотът и е построен зимния дворец. През 1471 градът преминава в ръцете на Османската империя. След Първата световна война и разпадането на Османската империя, Алания и региона стават италианска колония и остават такава до връщането им на Турската република през 1923 г. съгласно Лозанския договор. Подобно на много другите селища в бившата Османска империя, мюсюлманското население на Алания е било принудително изселвано, за да бъде заменено от християнско. След присъединяването на града към Турската република, много от християните от града се изселват в Неа Йония, Гърция. В османското преброяване от 1893 г. броят на гърците в Алания е отбелязан като 964 от общо 37 914 жители. Туризмът в региона започва през 60-те години на миналия век. Откакто има летище в областния център Анталия, Алания е посещаван от множество чуждестранни туристи. Силният прираст на населението през 90-те години на миналия век води до модернизация на инфраструктурата.

## Забележителности
В града са запазени много исторически паметници, стражеви кули и църкви. На полуостров Алания е разположен замъка Алания, който е крепост от епохата на Византийската империя и датира от 1226 година. Повечето основни забележителности в града се намират вътре и около замъка. Сегашният замък е построен върху съществуващи укрепления и е служил за като резиденция на местната власт и като отбранителна структура. Между двойните крепостни стени са вписани 150 защитни кули. Зад външните стени са разположени кервансарай и закрит базар. Тук се намират и руините на стара джамия. Зад вътрешните стени могат да се видят останки от воден резервоар и византийска църква. През 2007 г. Алания започна да реставрира различни участъци от района на замъка, включително и на църквите му. Старите градски стени обграждат голяма част от източния полуостров и са запазени в добро състояние. В самата крепост се намират множество исторически вили, които служат като добре запазени примери за класическия период на османската архитектура и датират от 19 век.
В близост до крепостта се намират корабостроителницата и Червената кула (Kizil Kule). Това е осмоъгълна кула, изградена от червени тухли, която се смята за символ на града. Височината ѝ е 33 m, а диаметърът – 12,5 m. В нея се помещава и етнографски музей. По исторически данни е завършена през 1226 г. и служи за предпазване на корабостроителницата (Tersane), която също е една от забележителностите на Алания.
Друга атракция на Алания е сталактитовата пещера Дамлаташ, която е добре известна в областта. Тя се намира в дълбините на хълм, на който е издигната цитадела. През цялото време в пещерата се поддържа постоянна температура от 22 С, а влажността на въздуха достига до 90 – 98%. Въздухът е много богат на карбонат, което създава благоприятни условия за лечение на астма и други респираторни заболявания
Наблизо са музеите по археология и етнография. С лодка може да се достигне до останалите три морски пещери: Fosforlu Magara известна със светещите си скали, Kyzlar Magarasy, където през техните времена пиратите са държали пленниците си, и Ashiklar Magarasy.
В Алания се организират и много фестивали. Някои от тях са фестивалът на туризма (провежда се от края на май до началото на юни), международният фестивал за култура и изкуства на Алания, джаз-фестивалът на Алания и други.

## Население
От едва 87 080 през 1985 г., населението на Алания и предградията е нараснало до 384 949 души през 2007 г. Това нарастване на населението се дължи до голяма степен на имиграцията в града, предизвикана от увеличаването на популярността на сектора на недвижимите имоти и на растежа имотния пазар в града. Алания има население от 134 396 души, от които 9789 са европейски емигранти, като около половината от тях са от Германия и Дания. Общо 17 850 чужденци притежават имоти в Алания. Населението от Европа е на възраст над петдесет години. През лятото населението се увеличава поради големия брой туристи, като над милион туристи годишно гостуват в града
Градът е дом на много мигранти от региона на Югоизточна Анатолия и Черноморския регион. През първото десетилетие на 21 век, в града се заселват незаконни имигранти от Близкия изток и Южна Азия, които целят да се преселят в богатия Европейски съюз Освен това има малка африканска общност от потомци на роби на Османската империя. През зимата около 3000 финландци се преместват в Алания.
| Чужденци в Алания | Чужденци в Алания | Чужденци в Алания |
| ----------------- | ----------------- | ----------------- |
| 1                 | Германци          | 10000             |
| 2                 | Датчани           | 3821              |
| 3                 | Финландци         | 3000              |
| 4                 | Руснаци           | 769               |
| 5                 | Холандци          | 634               |
| 6                 | Норвежци          | 521               |
| 7                 | Англичани         | 475               |
| 8                 | Азербаджанци      | 383               |
| 9                 | Шведи             | 303               |
| 10                | Украинци          | 297               |

## Религии
Почти 99% от населението на Алания изповядва ислям и въпреки че в района могат да бъдат намерени десетки древни църкви, там не се извършват дори седмични служби. През 2006 г. протестантската църква започва да извършва сезонни служби на немски, след като получава разрешение от турската държава три години по-рано, понеже предприетите реформи дотогава не са били достатъчни за отговаряне на религилиозните нужди на нарастващото европейско население в града. През 2015 г. град Алания започва ремонт на православната църква „Свети Георги“ в село Хаджи Мехметли, като в църквата се извършва ежемесечна служба. В Алания има християнски културен център, който се ангажира при провеждането на по-големи религиозни церемонии в града и околностите му.

## Климат
Алания е разположена е Средиземноморския климатичен пояс. Лятото в Алания е по-сухо, а Зимата е по-дъждовна. Наличието на планината в непосредствена близост до морето е причина в града да има повече мъгла от обичайното за тази географска ширина. На върховете на планината Тавър често има сняг, дори и през най-горещите летни дни. Морето в Алания има средна температура от 21,4 ° годишно, средната температура на водата му през месец Август е 28 °.
| Alanya (1970 – 2011)                                    | Alanya (1970 – 2011) | Alanya (1970 – 2011) | Alanya (1970 – 2011) | Alanya (1970 – 2011) | Alanya (1970 – 2011) | Alanya (1970 – 2011) | Alanya (1970 – 2011) | Alanya (1970 – 2011) | Alanya (1970 – 2011) | Alanya (1970 – 2011) | Alanya (1970 – 2011) | Alanya (1970 – 2011) | Alanya (1970 – 2011) |
| Месеци                                                  | яну.                 | фев.                 | март                 | апр.                 | май                  | юни                  | юли                  | авг.                 | сеп.                 | окт.                 | ное.                 | дек.                 | Годишно              |
| Абсолютни максимални температури (°C)                   | 23,2                 | 25,0                 | 28,1                 | 30,7                 | 35,4                 | 37,8                 | 40,8                 | 39,6                 | 37,2                 | 34,9                 | 30,0                 | 24,7                 | 40,8                 |
| Средни максимални температури (°C)                      | 16,2                 | 16,3                 | 18,3                 | 21,1                 | 24,7                 | 28,7                 | 31,5                 | 32,1                 | 30,2                 | 26,5                 | 21,5                 | 17,8                 |                      |
| Средни температури (°C)                                 | 11,8                 | 11,9                 | 13,8                 | 16,9                 | 20,9                 | 25,1                 | 27,8                 | 28,0                 | 25,4                 | 21,2                 | 16,4                 | 13,2                 |                      |
| Средни минимални температури (°C)                       | 8,6                  | 8,5                  | 10,1                 | 13,0                 | 16,7                 | 20,5                 | 23,3                 | 23,7                 | 21,2                 | 17,4                 | 13,0                 | 10,0                 |                      |
| Абсолютни минимални температури (°C)                    | −1,9                 | −2,2                 | 0,9                  | 4,0                  | 9,8                  | 13,3                 | 16,9                 | 14,1                 | 13,2                 | 9,5                  | 2,9                  | 0,4                  | −2,2                 |
| Средни месечни валежи (mm)                              | 199,0                | 149,4                | 97,8                 | 70,7                 | 32,4                 | 8,5                  | 4,5                  | 2,7                  | 17,5                 | 98,5                 | 182,9                | 231,2                |                      |
| ------------------------------------------------------- | -------------------- | -------------------- | -------------------- | -------------------- | -------------------- | -------------------- | -------------------- | -------------------- | -------------------- | -------------------- | -------------------- | -------------------- | -------------------- |
| Източник: Turkish State Meteorological Service Weather2 |                      |                      |                      |                      |                      |                      |                      |                      |                      |                      |                      |                      |                      |

## Галерия
- Крепостта в Алания
- Наблюдателна кула
- Подводните пещери
- Стар мост в Алания
- Лодки в пристанището
- Морето край Алания
- Изглед от старата част
- Ново строителство

## Побратими градове
- Борас – Швеция
- Фушун – Китай
- Гладбек – Германия
- Кестхей – Унгария
- Неа Йония – Гърция
- Рованиеми – Финландия
- Швехат – Австрия
- Талси – Латвия
- Тракай – Литва